# Brock Stassi
Brock James Stassi (né le 7 août 1989 à Sacramento, Californie, États-Unis) est un joueur de premier but et voltigeur des Phillies de Philadelphie de la Ligue majeure de baseball.

## Carrière
Joueur du Wolf Pack de l'université du Nevada à Reno, Brock Stassi est repêché à deux reprises par des équipes de la Ligue majeure de baseball. D'abord sélectionné par les Indians de Cleveland au 44e tour de sélection en 2010, il choisit de retourner avec son club universitaire et signe son premier contrat professionnel avec les Phillies de Philadelphie, qui le réclament au 33e tour de sélection de la séance de repêchage amateur tenue en juin 2011. Dans les ligues mineures, où il passe six saisons avant d'atteindre les majeures, il est nommé meilleur joueur de la saison 2015 de la Ligue Eastern.
Après de fortes performances au camp d'entraînement des Phillies, le joueur de 27 ans obtient une place dans l'effectif qui amorce la saison 2017. Stassi fait ses débuts dans le baseball majeur le 3 avril 2017 face aux Reds de Cincinnati.

## Vie personnelle
Brock Stassi vient d'une famille où l'on compte plusieurs joueurs de baseball. Son frère Max Stassi est un receveur qui fait ses débuts dans les majeures en 2013 avec les Astros de Houston. Leur père Jim Stassi, également receveur, joue en ligues mineures avec des clubs affiliés aux Giants de San Francisco en 1982 et 1983. Leur grand-père Bob Stassi, un autre receveur, joue professionnellement dans les ligues mineures pour les Dukes d'Albuquerque en 1946. Enfin, l'arrière-grand-oncle de Max et Brock Stassi est Myril Hoag, un joueur de champ extérieur qui joue dans le baseball majeur de 1931 à 1945 et remporte trois Séries mondiales dans les années 1930 avec les Yankees de New York.